# Alagappapuram
Alagappapuram é uma panchayat (vila) no distrito de Kanniyakumari , no estado indiano de Tamil Nadu.

## Demografia
Segundo o censo de 2001,  Alagappapuram  tinha uma população de 8101 habitantes. Os indivíduos do sexo masculino constituem 46% da população e os do sexo feminino 54%. Alagappapuram tem uma taxa de literacia de 82%, superior à média nacional de 59.5%; com 48% para o sexo masculino e 52% para o sexo feminino. 10% da população está abaixo dos 6 anos de idade.